# Втеча з кімнати
Відеогра в жанрі втечі з кімнати, також відома як escape the room, room escape або escape game, є піджанром point-and-click пригодницьких ігор, що вимагає від гравця втечі з ув'язнення, використовуючи навколишні предмети. Кімната зазвичай містить зачинені двері, об'єкти для маніпуляції, приховані підказки або секретні відсіки. Гравець повинен використовувати предмети для взаємодії з іншими об'єктами в кімнаті, щоб знайти спосіб втекти. Ігри в жанрі втечі з кімнати виникли як freeware браузерні ігри, створені у Adobe Flash, але з часом здобули популярність як мобільні ігри для iOS та Android. Прикладами таких ігор є Crimson Room, Viridian Room, MOTAS та Droom. Популярність цих онлайн-ігор призвела до створення реальних квест-кімнат по всьому світу.
Елементи ігор у жанрі втечі з кімнати можна знайти в інших пригодницьких іграх, таких як Myst та Nine Hours, Nine Persons, Nine Doors, де повну головоломку вирішують, аналізуючи елементи в межах однієї кімнати. Ігри, такі як The Room, також можуть пропонувати віртуальні коробки-головоломки, які потрібно розгадати, знаходячи способи відкрити коробку за допомогою візуальних підказок на самій коробці та в навколишньому середовищі.

## Походження
Основний механізм ігрового процесу, що полягає в ув'язненні гравця в одному місці, бере свій початок щонайменше з текстової пригодницької гри Джона Вілсона 1988 року Behind Closed Doors, в якій гравець опиняється в пастці у туалеті. Однак, зростання популярності ігор у жанрі втечі з кімнати пов'язують з серією Myst, перша частина якої вийшла у 1993 році, розроблена Cyan Worlds. Гра складалася з головоломок у попередньо відтворених комп'ютерних середовищах, що вимагало від гравця пошуку підказок по всьому ландшафту. Перша гра стала культовою, допомагаючи популяризувати технологію CD-ROM для комп'ютерів, але з розвитком продовжень, разом із кількома іншими розробниками, яких надихнув успіх Myst, продажі пригодницьких ігор стабілізувалися. Співзасновник Cyan Ренд Міллер описав Myst як «занадто велику» і «надто складну для перевершення». Автор з Vox Алекс Абад-Сантос зазначив, що хоча пригодницькі ігри з відкритішими просторами можуть бути «занадто безцільними», привабливість ігор у жанрі втечі з кімнати полягає в їхній безпосередності та обмеженому світі.
Термін виник у 2001 році з гри MOTAS, хоча існують численні старіші приклади point-and-click варіацій, такі як Noctropolis, і навіть старіші приклади з текстових пригодницьких ігор. Жанр був додатково популяризований у 2004 році японською грою Crimson Room авторства Тошиміцу Такаґі, яка поширилася в інтернеті й досі доступна на багатьох ігрових вебсайтах.

## Структура
Більшість ігор у жанрі втечі з кімнати мають перспективу від першої особи, де гравець повинен натискати на об'єкти для взаємодії з ними. Більшість таких ігор пропонують мінімалістичний сюжет, зазвичай коротку катсцену, що складається лише з тексту, щоб пояснити, як гравець опинився в кімнаті, та іноді ще одну після завершення гри. Ігри в жанрі втечі зазвичай мають мінімалістичний інтерфейс, атмосферний саундтрек та відсутність неігрових персонажів, що посилює відчуття ізоляції у гравця.
Під час гри гравець повинен натискати на об'єкти, щоб взаємодіяти з ними або додати їх до свого інвентаря. Коли курсор проходить по екрану, він зазвичай змінює форму (наприклад, на руку або інший тип стрілки), якщо об'єкт під курсором можна використовувати, відкрити, маніпулювати ним, зібрати чи (якщо це вихід) пройти через нього. Якщо об'єкт не можна зібрати, відкрити, використати чи маніпулювати ним, зазвичай вважається, що гравець його оглядає, і в більшості випадків надається короткий текстовий опис. Гравець повинен збирати предмети та використовувати їх з різними об'єктами (або іншими предметами в інвентарі), щоб знайти спосіб вийти з кімнати. Деякі ігри вимагають вирішення кількох кімнат поспіль. Деякі ігри потребують значних зусиль для пошуку малопомітних елементів (скрупульозний пошук маленької клікабельної зони), що може дратувати гравців. Наприклад, оглядач PSP-гри «Crimson Room Reverse» (колекція ігор-головоломок, які спочатку були безкоштовними онлайн флеш-іграми) Бред Ґелловей зазначив: «Ключові предмети часто приховані за іншими об'єктами, і гравець не має способу дізнатися, що ці області існують або що їх можна шукати, якщо курсор не потрапляє на дуже конкретне місце, іноді "гаряча точка" розміром у кілька пікселів».